# Michele Senese
Michele Senese, detto 'o Pazzo (Afragola, 18 novembre 1957) è un mafioso italiano, membro della Camorra, fondatore e boss del clan Senese, ritenuto uno dei più potenti boss della città di Roma.

## Biografia

### Albori
Nato ad Afragola da una famiglia onesta e soprannominato 'o Pazzo per via delle numerose perizie psichiatriche, dalla dubbia veridicità, che lo indicavano quale soggetto affetto da epilessia e schizofrenia, grazie alle quali ha più volte scampato il carcere, rappresentando, negli anni '70 e '80, come molti altri mafiosi di quei tempi, il cliché del boss folle e incapace di intendere (proprio come Raffaele Cutolo, evase dal manicomio criminale di Aversa, dov'era stato internato in virtù del suo presunto vizio di mente), Michele Senese inizia la sua carriera criminale come esponente del clan Moccia e della Nuova Famiglia, venendo ben presto coinvolto nell'esecuzione di omicidi, tra cui quello di Alfonso Catapano, fratello di Raffaele Catapano, elemento di spicco della Nuova Camorra Organizzata, ucciso a Nola agli inizi degli anni ottanta.

### Il trasferimento a Roma e l'evoluzione criminale
(Indagato parla di Michele Senese a un conoscente)
A soli 22 anni, Senese viene inviato a Roma da Carmine Alfieri, per assolvere al compito, per conto della Nuova Famiglia, di muovere guerra e dare la caccia ai cutoliani presenti nella città ma, soprattutto, per uccidere Vincenzo Casillo, il quale soggiornava a Roma ed era ritenuto da Carmine Alfieri e Pasquale Galasso, entrambi vertici della Nuova Famiglia, responsabile della morte dei propri fratelli. È proprio qui, a Roma, che Senese, caldeggiato dal clan Moccia, inizia ad imporsi come un vero e proprio boss, fondando un'associazione criminale dedita principalmente al traffico di sostanze stupefacenti e un crescente impero criminale, stringendo alleanze con altre organizzazioni ivi attive, come la Banda della Magliana, il clan Pagnozzi, i Fasciani e i Casamonica (i quali si approvvigionavano di stupefacenti principalmente da Senese e dalla 'ndrangheta),  stringendo un solido legame con Massimo Carminati e altri clan camorristici e cosche mafiose, quali i Gallo di Torre Annunziata, gli Abate di San Giorgio a Cremano, i Rinzivillo di Gela e le cosche palermitane dell'Acquasanta e di Santa Maria di Gesù, fino ad arrivare a controllare lo spaccio di droga in diversi quartieri di Roma, come San Basilio, Cinecittà, Tor Bella Monaca, Tuscolano e Tiburtino, tramite gruppi associati.
Al clan Senese sarebbe stato legato, inoltre, Fabrizio Piscitelli, alias Diabolik, legato anche a Carminati e considerato il punto di raccordo fra estrema destra romana, criminalità romana, gruppi criminali albanesi e camorra, ucciso il 7 agosto 2019 al Parco degli Acquedotti, a sud-est di Roma, zona ricadente nel raggio d'azione dei Senese e dei Pagnozzi. Piscitelli, noto trafficante di droga, sarebbe stato a capo di una batteria di picchiatori, composta da soggetti italiani e albanesi, facente capo al gruppo Senese. Michele Senese inoltre, tramite il fratello Gennaro e il Piscitelli, agli inizi degli anni '90, era entrato in contatto con il clan Abate di San Giorgio a Cremano, da cui si riforniva di eroina - prodotta in Turchia e trasportata in Italia via Germania - e di hashish proveniente dalla Spagna, da piazzare poi sul mercato della droga capitolino.

### L'omicidio Carlino e l'arresto
Nel giugno del 2013, Michele Senese viene tratto in arresto poiché riconosciuto mandante dell'omicidio di Giuseppe "Pinocchietto" Carlino, malavitoso membro della Banda della Marranella, occorso in data 10 settembre 2001, a Torvajanica, eseguito da Domenico Pagnozzi, esponente di spicco del clan omonimo, operante ed egemone tra l'avellinese e il beneventano e anch'esso con forti ramificazioni nella Capitale. Carlino fu ucciso per vendicare la morte di Gennaro Senese, fratello di Michele, che era stato assassinato a pugnalate il 16 settembre del 1997 da Francesco Carlino, fratello di Giuseppe, ma anche per questioni di debiti economici che i Carlino avevano procurato a Senese con altre organizzazioni dedite al narcotraffico, che gli stessi Carlino non avevano mai onorato.